# Blur
Blur és un grup anglès de rock. Anomenada Seymour en un principi, Blur es va fer a Londres el 1989 amb Damon Albarn (veu, teclat), Graham Coxon (guitarra) i Alex James (baix). Posteriorment, el bateria Dave Rowntree es va unir a la formació.

## Història

### Arrels i Influència
Blur va ser un dels grups britànics que van aparèixer en l'inici de la caiguda del grup britànic the Stone Roses, barrejant psicodèlica pop rock amb forts guitarres. Tenint el canvi d'imatge a mitjans dels 90, el grup es va veure com un dels més populars grups de Regne Unit, proclamant-se com a hereus de la tradició Pop anglesa de grups com the Kinks, Small Faces, the Who, the Jam, Madness i the Smiths. En el procés, el grup va obrir les portes a una nova generació de bandes les que el seu moviment s'engloba en el Britpop. Les lletres iròniques de Damon Albarn, el treball remarcat de Graham Coxon i el millor del pop de la resta del grup, els dona ésser un dels líders del Britpop. Així i tot, es van veure lligats per ell; car van ésser una de les seves principals bandes, van estar a prop de caure amb el moviment quan aquest dequeia o ja no interessava. A través del renéixer de si mateixos, Blur volia la seva posició com una banda art pop-rock en els 90 per la incorporació d'indie rock i influències lo-fi des de bandes dels Estats Units en l'estil de Pavement o R.E.M., el que els va donar el difícil de triomfar en Estats Units el 1997. Però el llegat de la banda encara està en Regne Unit, on van ajudar a refer la música pop de guitarres amb un enriquiment savi de les tradicions pop del país.
Ha d'anotar-se que Blur va sortir de Goldsmith's College. Altres alumnes de l'escola són Damien Hirst que va treballar amb Blur en un vídeo i amb membres de la banda en altra banda anomenada Fat Les, i Julian Opie, qui va fer les imatges vectorials realistes usades en la portada de la col·lecció de singles. L'impacte del Goldsmith's College en la banda no pot menysprear-se.

### Ascens a l'èxit (1991-1993)

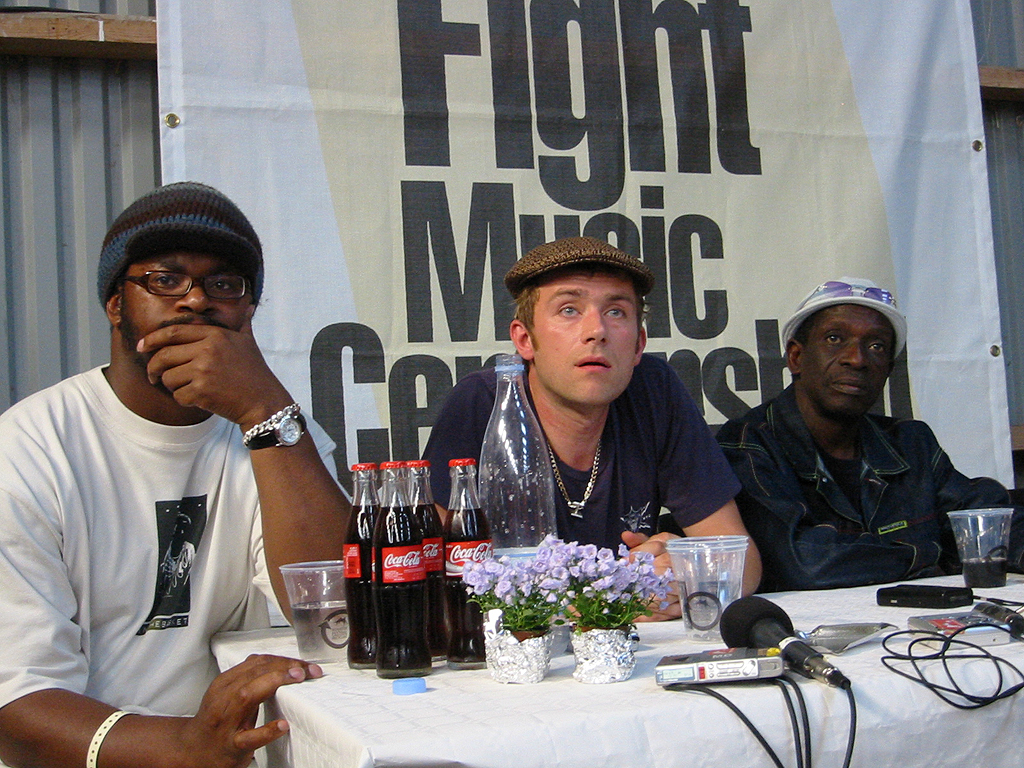
Damon Albarn

Després de "She's So High", el primer single del grup, que va sortir en el programa Top 50 - el productor de Morrissey Stephen Street va contactar amb la banda i els va proposar produir la seva música. La banda va acceptar intel·ligentment, tenint en compte l'èxit posterior. L'associació entre Blur i Stephen va tenir èxit i perduraria durant la següent meitat de dècada.
L'ajuda de Street en la producció, que va ajudar la banda en el seu camí a l'estrellat, va fer que fos considerat com el cinquè membre de Blur per fans i premsa. El següent single, "There's No Other Way" - va entrar en el Top Ten. Ambdós singles es van incloure en el seu àlbum debut, Leisure. Encara que va rebre bones crítiques, l'àlbum va ser encaixat entre l'escena pop Madchester pràcticament morta i l'escena Shoegazing ja decadent, fent que alguns periodistes i crítics musicals rebutgessin a la banda al considerar-la ídols fets per a joves. Durant un parell d'anys, Blur va lluitar per a abandonar aquest títol i provar que els crítics s'equivocaven.
Durant la seva gira per Amèrica, documentada en la pel·lícula Starshaped, el grup va perdre l'harmonia, moltes vegades ventilant les seves frustracions entre ells i portant a terme diversos enfrontaments violents. La banda (i especialment Albarn) va començar a desenvolupar la idea d'un àlbum dirigit contra la cultura nord-americana, originalment titulat "Blur vs Amèrica", amb el que van començar a treballar en el seu retorn al Regne Unit.
Andy Patridge, de XTC, va ser en un primer moment encarregat de produir el següent àlbum a Leisure - que es va convertir posteriorment en Modern Life Is Rubbish. No obstant això, la relació entre ell i la banda aviat es va deteriorar, de manera que Street va produir l'enregistrament. Després d'estar gairebé un any a l'estudi, la banda va publicar l'àlbum amb Food Records. No obstant això, la companyia va rebutjar l'àlbum, declarant que necessitava un hit. La banda va tornar de nou a l'estudi i va gravar "For Tomorrow", que es va convertir en un hit a Regne Unit. Food estava preparada per a publicar l'àlbum, però la seva companyia als Estats Units, SBK, va dir que no hi havia un hit per al públic nord-americà, de manera que va demanar el retorn de nou a l'estudi de la banda. Llavors van crear i van gravar Chemical World que va satisfer a SBK; la cançó va ser un hit alternatiu menor en Estats Units i va arribar el lloc 28 en la llista britànica.
Modern Life estava preparat per ser publicat la primavera de 1993, quan SBK va demanar a Blur tornar a gravar l'àlbum amb el productor Butch Vig (Nirvana, Sonic Youth i Smashing Pumpkins). La banda, molt enfadada i irritada, va rebutjar la petició. L'àlbum va ser publicat al maig a Regne Unit; va aparèixer als EUA a la tardor. Modern Life Is Rubbish va rebre bones crítiques al Regne Unit, arribant al lloc 15 en les llistes, però va fallar estrepitosament a EUA.
Tot i el desdeny de Albarn per la cultura nord-americana, particularment el grunge, les notes de l'àlbum duien una cita directa de l'escriptor canadenc Douglas Coupland que va escriure la "novel·la grunge" Generation X: Tales for an Accelerated Culture (Generació X: Històries per a una cultura accelerada).

## Discografia

### Àlbums d'estudi
| Títol                  | Data                   | Posició en el chart |
| ---------------------- | ---------------------- | ------------------- |
| Leisure                | 5 d'agost de 1991      | #7 (UK)             |
| Modern Life Is Rubbish | 10 de maig de 1993     | #15 (UK)            |
| Parklife               | 25 d'abril de 1994     | #1 (UK)             |
| The Great Escape       | 11 de setembre de 1995 | #1 (UK), #150 (US)  |
| Blur                   | 10 de febrer de 1997   | #1 (UK), #61 (US)   |
| 13                     | 15 de març de 1999     | #1 (UK), #80 (US)   |
| Think Tank             | 5 de maig de 2003      | #1 (UK), #56 (US)   |
| The Magic Whip         | 2015                   |                     |
| The Ballad of Darren   | 2023                   |                     |

### Singles
1. She's So High
2. There's No Other Way
3. Bang
4. Popscene
5. For Tomorrow
6. Chemical World
7. Sunday Sunday
8. Girls & Boys
9. To the End
10. Parklife
11. End of a Century
12. Country House
13. The Universal
14. Stereotypes
15. Charmless Man
16. Beetlebum
17. Song 2
18. On Your Own
19. M.O.R.
20. Tender
21. Coffee & TV
22. No Distance Left to Run
23. Music Is My Radar
24. Out of Time
25. Crazy Beat
26. Good Song

### Compilacions & Àlbums en viu i Box Sets
- The Special Collectors Edition (26 d'octubre, 1994) (Japó-solament àlbum B-Side)
- Live at Budokan (22 de maig, 1996) (Japó-solament àlbum en viu)
- Bustin' + Dronin' (25 de Febrer, 1998) (remix/àlbum en viu) #50 Regne Unit
- 10 Year Anniversary Box Set (17 d'agost, 1999)
- Blur: The Best Of (Octubre, 2000) #3 Regne Unit, #186 EUA